# Rezerwat przyrody Góry Pieprzowe
Rezerwat przyrody Góry Pieprzowe – rezerwat stepowy na terenie Gór Pieprzowych w gminie Dwikozy, w powiecie sandomierskim, w województwie świętokrzyskim.

## Informacje podstawowe
- Powierzchnia: 17,83 ha[3] (akt powołujący podawał 18,01 ha)
- Rok utworzenia: 1979
- Dokument powołujący: Zarządz. MLiPD z dn. 19.04.1979 (M.P. z 1979 r. nr 13, poz. 77)
- Numer ewidencyjny WKP: 010
- Rodzaj rezerwatu – stepowy[3]
  - typ rezerwatu – fitocenotyczny
    - podtyp rezerwatu – zbiorowisk nieleśnych

  - typ ekosystemu – łąkowy, pastwiskowy, murawowy i zaroślowy
    - podtyp ekosystemu – zarośli kserotermicznych[3]
- Charakter rezerwatu: częściowy (ochrona czynna)
- Przedmiot ochrony: fragment muraw i zarośli kserotermicznych oraz interesująca fauna owadów

Chronione są tu przede wszystkim rośliny sucholubne, porastające wychodnie silnie zwietrzałych łupków, tworzących charakterystyczne usypiska okruchów – stąd nazwa obiektu. Znany ze stanowisk dzikich róż, głogów i wisienek stepowych, a także niezwykle bogatej fauny południowych (ciepłolubnych) owadów, ślimaków i pajęczaków.

## Flora
Ochrona ścisła:
- zawilec wielkokwiatowy (Anemone silvestris)
- wiśnia karłowata (Cerasus fruticosa)
- naparstnica zwyczajna (Digitalis grandiflora)
- kruszczyk szerokolistny (Epipactis latifolia)
- goryczka krzyżowa (Gentiana cruciata)
- ożota zwyczajna (Linosyris vulgaris)
- podkolan biały (Platanthera bifolia)
- wężymord stepowy (Scorzonera purpurea)
- ostnica włosowata (Stipa capillata)

Ochrona częściowa:
- centuria pospolita (Centaurium umbellatum)
- kruszyna pospolita (Frangula alnus)
- kocanki piaskowe (Helichrysum arenarium)
- wilżyna ciernista (Ononis spinosa)
- kalina koralowa (Viburnum opulus)